# Emerance Maschmeyer
Emerance Maschmeyer (* 5. Oktober 1994 in Bruderheim, Alberta) ist eine kanadische Eishockeytorhüterin, die seit September 2023 bei den Ottawa Charge in der Professional Women’s Hockey League (PWHL) unter Vertrag steht. Maschmeyer ist seit 2014 Mitglied der kanadischen Nationalmannschaft und mehrfache Weltmeisterin sowie Olympiasiegerin. Ihre Ehefrau Geneviève Lacasse ist eine ehemalige Eishockeytorhüterin, während ihre Brüder Bronson, Brock und Kache sowie ihre Schwester Brittaney Eishockeyspieler sind respektive waren.

## Karriere
Emerance Maschmeyer begann im Alter von drei Jahren mit dem Eishockeyspielen und war ab ihrem siebten Lebensjahr Torhüterin. Während ihrer Kinder- und Jugendzeit spielte sie ausschließlich in Jungenmannschaften, unter anderem für die Fort Saskatchewan Rangers sowie in der AJHL bei den Lloydminster Bobcats (A-Junior). Dabei trat sie einmal gegen ihren Bruder Brock an, der für die Fort McMurray Oil Barons spielte.
Aufgrund der dort gezeigten Leistungen wurde sie 2011 erstmals für die U18-Frauen-Nationalmannschaft Kanadas nominiert. Bei ihrem ersten internationalen Turnier, der U18-Frauen-Weltmeisterschaft 2012, absolvierte sie drei Spiele bei drei Siegen und gewann mit der Auswahl die Goldmedaille. Anschließend gehörte sie dem U22-Nationalteam an, ehe sie im Rahmen des Four Nation Cups 2014 für die kanadische Nationalmannschaft debütierte. Zuvor hatte sie 2012 ein Studium an der renommierten Harvard University begonnen und spielte parallel für das Eishockeyteam Harvard Crimson in der ECAC Hockey, einer Liga der NCAA. In ihrem Rookiejahr erhielt sie mehrere persönliche Auszeichnungen, unter anderem als Ivy League Rookie of the Year. In der Saison 2013/14 wurde sie als ECAC-Torhüterin des Jahres ausgezeichnet und in das All-American Second Team berufen. Zudem gehörte Maschmeyer zu den Top-10-Nominierten für den Patty Kazmaier Memorial Award, der die beste College-Spielerin auszeichnet. 2015 gewann sie mit den Harvard Crimson die Meisterschaft der ECAC Hockey und nahm am Frozen Four, dem NCAA-Final-Turnier, teil. Ein Jahr später beendete sie ihr Studium als Torhüterin mit den meisten Saves (2.538) in der Geschichte der Universität.
Bei der Weltmeisterschaft 20105 gehörte sie erstmals zum Kader des Nationalteams bei einer Weltmeisterschaft, wurde aber im Turnierverlauf nicht eingesetzt, erhielt jedoch trotzdem die Silbermedaille. Ein Jahr später, bei der Weltmeisterschaft 2016, gewann Maschmeyer eine weitere Silbermedaille, wurde in drei Spielen eingesetzt und am Turnierende als beste Torhüterin ausgezeichnet.
Nach dem Ende ihrer NCAA-Karriere wurde Maschmeyer beim CWHL Draft 2016 von den Calgary Inferno an fünfter Stelle ausgewählt und kam in der Saison 2016/17, hinter Stammtorhüterin Geneviève Lacasse, zu insgesamt 10 Einsätzen in der Canadian Women’s Hockey League. Im Finale um den Clarkson Cup 2017 unterlag Maschmeyer mit den Inferno den Les Canadiennes de Montréal. Im August des gleichen Jahres wurde Maschmeyer an eben jene Les Canadiennes de Montréal abgegeben – dieser Spielertransfer galt als Kompensation für den Wechsel von Haley Irwin im Jahr 2014 zu den Inferno. In der Saison 2018/19 belegte Maschmeyer mit den Canadiennes den zweiten Platz in der regulären Saison und erreichte das Playoff-Finale um den Clarkson Cup, in dem die Canadiennes den Calgary Inferno unterlag.
Während dieser Zeit war sie weiter für das kanadische Nationalteam im Einsatz, gewann 2017 eine weitere WM-Silbermedaille, wurde nicht für die Olympischen Winterspiele 2018 nominiert. Im Jahr darauf, bei der der Weltmeisterschaft 2019, wurde sie in drei Spielen eingesetzt und gewann die Bronzemedaille. Zwei Jahre später, bei der Weltmeisterschaft 2021 gewann sie erstmals die Goldmedaille. Gekrönt wurde ihre internationale Karriere mit dem Gewinn des olympischen Eishockeyturniers bei den Olympischen Winterspielen 2022 in der chinesischen Landeshauptstadt Peking. Zudem wurde sie in den Jahren 2022 und 2024 jeweils erneut Weltmeisterin und gewann bei der Weltmeisterschaft 2023 eine weitere Silbermedaille.
Im Sommer 2019 wurde die CWHL aufgelöst und Ambrose entschied sich für einen Beitritt zur Professional Women’s Hockey Players Association. Anschließend spielte sie im Rahmen von Promotionsspielen (unter anderem der Dream Gap Tour) für das Montreal-Charter der PWHPA. Parallel betreute sie zwischen 2017 und 2021 die Torhüterinnen der Concordia University als Torwarttrainerin. Im Jahr 2023 wurde aus der PWHPA heraus die Professional Women’s Hockey League gegründet. Maschmeyer gehörte zu den ersten Spielerinnen der Liga, als sie Anfang September 2023 vom Team PWHL Ottawa für drei Jahre verpflichtet wurde.

## Erfolge und Auszeichnungen
- 2013 Ivy League Rookie of the Year
- 2014 ECAC Torhüterin des Jahres
- 2014 All-American Second Team
- 2017 All-Rookie-Team der CHWL

### International
| - 2012 Goldmedaille bei der U18-Weltmeisterschaft - 2015 Silbermedaille bei der Weltmeisterschaft (ohne Einsatz) - 2016 Silbermedaille bei der Weltmeisterschaft - 2016 Beste Torhüterin der Weltmeisterschaft - 2017 Silbermedaille bei der Weltmeisterschaft - 2019 Bronzemedaille bei der Weltmeisterschaft | - 2021 Goldmedaille bei der Weltmeisterschaft - 2022 Goldmedaille bei den Olympischen Winterspielen - 2022 Goldmedaille bei der Weltmeisterschaft - 2023 Silbermedaille bei der Weltmeisterschaft - 2024 Goldmedaille bei der Weltmeisterschaft |

## Karrierestatistik
(Legende zur Torhüterstatistik: GP oder Sp = Spiele insgesamt; W oder S = Siege; L oder N = Niederlagen; T oder U oder OT = Unentschieden oder Overtime- bzw. Shootout-Niederlage; Min. = Minuten; SOG oder SaT = Schüsse aufs Tor; GA oder GT = Gegentore; SO = Shutouts; GAA oder GTS = Gegentorschnitt; Sv% oder SVS% = Fangquote; EN = Empty Net Goal; 1 Play-downs/Relegation; Kursiv: Statistik nicht vollständig)

## Familie
Maschmeyers Urgroßvater kam aus Deutschland und wanderte nach Nordamerika aus: Über die Stationen New York und Nebraska kam er nach Kanada.
Sie ist die zweitjüngste von fünf Geschwistern und wuchs auf einem Bauernhof nahe dem Ort Bruderheim in der kanadischen Provinz Alberta auf. Ihre Geschwister, die Brüder Bronson, Brock und Kache sowie ihre Schwester Brittaney spielen Eishockey. Brittaney spielte in der Saison 2014/15 für die ZSC Lions Frauen in der Schweiz.
Seit 2023 ist sie mit Geneviève Lacasse, einer ehemaligen kanadischen Eishockeynationaltorhüterin, verheiratet.